# Dukoral
Dukoral är ett drickbart vaccin mot magsjuka som orsakas av kolera. 
Grundvaccination för vuxna är två doser och dessa ska ske med 1-6 veckors mellanrum.
Barn mellan två och sex år vaccineras tre gånger, med 1-6 veckors mellanrum.
Har mindre än två år gått sedan vaccinationen räcker det med en dos för förlängt skydd.
Har mer än två år gått sedan vaccinationen krävs en ny grundvaccination.